# Ешмуназар I
Ешмуназар І (фінік. , дав.-гр. Ἀνύσος) — цар фінікійського міста Сідон VI ст. до н. е. В даньогрецьких джерелах названий Анісосом.

## Життєпис
Спочатку обіймав посаду верховного жерця Астарти. Скористався поразкою сідонського царя (на тепер ім'я не визначено) від єгипетського фараона Апрія, оголосивши володарем самого себе, але при цьому не склав із себе обов'язки жерця. Невдовзі зберіг владу, перейшовши на бік вавилонського царя Навуходоносора II. 559 року до н.е. підкорився перському царю Киру Великому. Зберігав тому вірність, що дозволило 570 року до н.е. передати владу синові Табніту